# Yas (Schiff)
Die Yas ist eine private Yacht unter der Flagge der Cayman Islands. Sie befindet sich im Besitz des arabischen Politikers Scheich Hamdan bin Zayed bin Sultan Al Nahyan. Es handelt sich um eine der längsten Motoryachten der Welt. Das Schiff wurde ursprünglich als Fregatte Piet Hein für die Koninklijke Marine gebaut.

## Geschichte
Das Schiff wurde auf Basis der 1981 von der Damen-Schelde-Naval-Shipbuilding-Schiffswerft in Vlissingen fertiggestellten niederländischen Fregatte Piet Hein der Kortenaer-Klasse zur Yacht umgebaut, nachdem diese 1998 an die Marine der Vereinigten Arabischen Emirate verkauft und als Al Emarat im Jahr 2006 außer Dienst gestellt worden war. Der Umbau wurde von der Werft ADMShipyards in Abu Dhabi ausgeführt und im Jahr 2011 fertiggestellt. Auftraggeber war der aktuelle Schiffseigner Hamdan bin Zayed Al Nahyan, der auch der geschäftsführende Vorstand des Schiffsbauunternehmens ist.

## Gestaltung und Ausstattung
Das von Jacques Pierrejean entwickelte Design ist von der stromlinienförmigen Kopf- und Rumpfform eines Delfins inspiriert und von verhältnismäßig vielen Glasfronten und einer kurvigen Linienführung geprägt. Die Yacht bietet Raum für 60 Gäste und 56 Besatzungsmitglieder und verfügt über einen Helikopter-Landeplatz.